# 447 км (зупинний пункт)
447 кіломе́тр — закритий пасажирський зупинний пункт Лиманської дирекції Донецької залізниці на лінії Ясинувата-Пасажирська — Покровськ між станціями Ясинувата-Пасажирська / Донецьк (9 км/11 км) та Авдіївка (3 км). Розташовувався на півдні міста Авдіївка Покровського району Донецької області.
Зупинний пункт має виходи до вулиць міста Авдіївки: Леніна, Некрасова, Чапаєва, Воробйова, Чернишевського, а також до колишньої кінцевої зупинки Авдіївського трамваю (нині закрита трамвайна мережа) «Вулиця Некрасова». Через це зупинний пункт має місцеву назву «Некрасова». На бічній платформі цегляна відкрита будівля колишньої зали чекання, у якій було розташовано приміщення каси, яка востаннє працювала у 1990-х роках.
Через військову агресію Росії на сході Україні транспортне сполучення припинене.